# トゥッリヴァリニャーニ
トゥッリヴァリニャーニ（イタリア語: Turrivalignani）は、イタリア共和国アブルッツォ州ペスカーラ県にある、人口約900人の基礎自治体（コムーネ）。

## 地理

### 位置・広がり

#### 隣接コムーネ
隣接するコムーネは以下の通り。
- アランノ
- レットマノッペッロ
- マノッペッロ
- スカーファ

## 行政

### 分離集落
トゥッリヴァリニャーニには、以下の分離集落（フラツィオーネ）がある。
- Pescarina, Cugnoli, Belvedere, Tascone, Vittorio Emanuele III, Fonte, Le Macine, Ramiera, Caselle, Carpineto, Variante, Colmo D'Oro, Colle Santo Stefano